# ムハンマド・アル＝バシール
ムハンマド・アル＝バシール (アラビア語: محمد البشير, 文語アラビア語発音：Muḥammad al-Bashīr、英字表記例：Mohammed al-Bashir,Mohammad Al-Bashir、1983年 - ）は、シリアの政治家、エンジニア。現在、同国のエネルギー大臣。2024年1月13日よりイスラーム教スンナ派組織シャーム解放機構 (HTS)の文民政権であるシリア救国政府の首相（第5代）を経て、バッシャール・アル＝アサド政権崩壊後の2024年12月10日から2025年3月29日までシリア暫定政府の首相を務めた。

## 名前
ムハンマド・アル＝バシール
- アラビア語：محمد البشير（文語アラビア語発音：Muḥammad al-Bashīr）
- 英字表記例：Mohammed al-Bashir（口語発音依拠、モハンメド・アル＝バシール）、なお、シリアのシリア・アラブ通信（英語版）は、Mohammadと表記している[1]。

ムハンマドがファーストネーム、アル＝バシールは男性名由来のラストネーム（家名に相当）に当たる。
日本語カタカナ表記については、学界も含めた日本国内慣用として定冠詞アル部分を除去したムハンマド・バシール、メディアなどの一般記事における長母音「ー」除去を適用したムハンマド・バシル、Muhammadの慣用的カタカナ表記ムハマドを用いたムハマド・バシル、ムハンマドの口語発音に依拠したMohammedをモハメドとする慣用的カタカナ表記を用いたモハメド・バシルなどが混在している。

## 来歴
バシールは1983年、イドリブ県ジャバル・アッ＝ザーウィヤ（アラビア語：جبل الزاوية, Jabal al-Zāwiya）地方のマシュウーン（アラビア語：مشعون, Mashʿūn、英字表記例：Mashoun）村で生まれた。
アレッポ大学では電気・情報工学の通信分野を専攻、2007年に卒業。2011年に国営企業シリアガス会社（アラビア語：شركة الغاز السورية, Sharikat al-Ghāz al-Sūrīya, シャリカト・アル＝ガーズ・アッ＝スーリーヤ、英語名称：Syrian Gas Company（略称SGC））のガス工場における精密機器部門の責任者となった。
2011年にシリア内戦が勃発し反体制地域での状況が悪化したことに伴い人道支援の道に転向。政府の学校に代わり戦争で被害を受けた子どもたちに教育を行うアル＝アマル教育研究所（アラビア語：معهد الأمل التعليمي, Maʿhad al-Amal al-Taʿlīmī, マアハド・アル＝アマル・アッ＝タアリーミー、英語名称：Al Amal Educational Institute）の所長となった。
2021年にはイドリブ大学にてシャリーア（イスラーム法）ならびに法律の学位を取得。あわせて行政組織ならびにプロジェクトマネジメントの資格も取得した。

## 政治家として
バシールは救国政府で複数の役職を歴任。ワクフ・宣教・教導省でイスラーム教育部門部長（2年半）、開発・人道問題省内部局の局長ならびに副局長などを務めた。
その後救国政府のアリー・ケダ（アラビア語：علي كده, ʿAlī Keda）内閣における開発・人道問題大臣に就任、2022年～2023年の2年間にわたり務めた。

### シリア救国政府首相
2024年1月13日、救国政府議会である評議会（シューラー議会）は首相選出選挙を行い、バシールが当選。彼の選挙公約は電子政府と政府の自動化に焦点を当てたものであった。バシール政権は不動産手数料を引き下げ、計画規制を緩和し、イドリブ市の区画整理計画を拡大するための協議を開始した。
2024年3月5日、イドリブでHTSに対するデモが行われ、ラマダーンが始まる中バシールは重大な犯罪で有罪判決を受けていない囚人に対し恩赦を与える法令に署名した 。
2024年11月下旬、HTS主導の軍事作戦司令部は、トルコに支援されたシリア国民軍の反政府勢力の支援を受けてシリア北西部への攻勢を開始。アレッポを占領し、救国政府の支配地域を大幅に拡大した。記者会見でバシールは、この攻勢はシリア政府軍による民間人への攻撃に対抗するために開始されたと述べ、それが数万人にも及ぶ民間人の避難につながったと主張した。バシールは12月4日にアレッポを訪れて政府機関の再開を監督し、職場に戻った旧政府の職員を賞賛した。

### シリア共和国暫定首相
2024年12月9日のアサド政権崩壊後、バシールはHTS司令官のアブー・ムハンマド・アル＝ジャウラーニーおよび旧アサド政権首相のムハンマド・ガーズィー・アル＝ジャラーリーと会談し、政権移譲を調整した後、暫定政府の樹立を命じられた。翌日、バシールは正式に暫定政府の首相に任命され、任期は2025年3月1日までとされた。バシールはテレビ放送での声明の中で、救国政府の高官が政権移譲を促進するために旧政権の代表と会談したこと、救国政府内閣が暫定政府においてそれぞれの役割を担うことを発表した。
2025年3月29日、首相職廃止に伴い退任。

### エネルギー大臣
2025年3月29日、エネルギー大臣に任命された。任務は主に紛争中に大きな被害を受けた電力・石油部門の復興である。